# 高氯酸镉
高氯酸镉是一种无机化合物，化学式为Cd(ClO4)2。

## 制备
碳酸镉和高氯酸溶液反应，浓缩溶液结晶出六水合物，六水合物在170~200°C的真空中失水，得到无水物。
CdCO3 + 2 HClO4 → Cd(ClO4)2 + H2O + CO2↑

## 性质
高氯酸镉六水合物于65~70°C分解为四水合物。极易溶于水。
无水高氯酸镉可溶于乙醇、乙腈和硝基甲烷。在330~340°C缓慢分解，进一步加热至390~400°C迅速分解：
Cd(ClO4)2 → CdCl2 + 4 O2↑
高氯酸镉和硫代乙酰胺在一定条件下反应，可以得到硫化镉纳米晶体。

## 配合物
高氯酸镉和其它镉化合物一样，可以形成一系列的配合物。如碳酰肼配合物[Cd(CHZ)3](ClO4)2是一种白色固体，是一种钝感的起爆药。